# Newfound Gap Road
Newfound Gap Road est une route américaine entre le comté de Swain et le comté de Sevier, respectivement en Caroline du Nord et au Tennessee. Cette route de montagne franchit les monts Great Smoky en passant par Newfound Gap et plusieurs ponts tels que l'Headquarters Bridge. Section de l'U.S. Route 441 entièrement protégée au sein du parc national des Great Smoky Mountains, cette route touristique a été aménagée dans le style rustique du National Park Service.
La Kuwohi Road en part. Elle permet d'atteindre un parking d'où les marcheurs ont accès au Kuwohi, point culminant des monts Great Smoky.